# 올림픽 쿠웨이트 선수단
쿠웨이트는 1968년 멕시코시티 올림픽에 처음 참가한 것을 계기로 하계 올림픽에 참가해오고 있다. 동계 올림픽에는 참가한 적이 없다. 현재까지 쿠웨이트의 메달 획득 기록은 동메달 3개이다.
1957년 쿠웨이트 올림픽 위원회가 설립되었으며 1966년 국제올림픽위원회로부터 승인받았다. 1992년 바르셀로나 올림픽의 태권도 종목에서 첫 동메달을 획득하였으나 당시 태권도가 시범종목이었던 관계로 정식 메달로 기록되지는 못했다. 이후 페하이드 알디하니 선수가 2000년 시드니 올림픽 사격 더블트랩 종목에서 동메달을, 2012년 런던 올림픽 트랩 종목에서 다시 한번 동메달을 획득하였다.
2010년대 들어 쿠웨이트 정부의 위원회 간섭을 이유로 IOC로부터 2차례 자격정지를 받았다. 2016년 리우데자네이루 올림픽을 앞두고서는 2년간의 자격정지로 국가 대표 선수단을 파견할 수 없게 되었으나 쿠웨이트 출신 선수들은 오륜기를 내걸고 올림픽 독립 선수단 (IOA)라는 명칭 하에 참가하였다. 당시 독립 선수단은 페하이드 알디하니와 압둘라 알라시디가 각각 금메달과 동메달을 획득하였다. 이들의 기록을 합하면 쿠웨이트의 올림픽 성적은 금메달 1개, 동메달 4개이다.

## 메달 기록

### 하계 올림픽
| 대회                  | 선수                            | 금메달                          | 은메달                          | 동메                            | 총합                            | 순위                            |
| 1968년 멕시코시티     | 2                               | 0                               | 0                               | 0                               | 0                               | –                               |
| 1972년 뮌헨           | 4                               | 0                               | 0                               | 0                               | 0                               | –                               |
| 1976년 몬트리올       | 15                              | 0                               | 0                               | 0                               | 0                               | –                               |
| 1980년 모스크바       | 56                              | 0                               | 0                               | 0                               | 0                               | –                               |
| 1984년 로스앤젤레스   | 23                              | 0                               | 0                               | 0                               | 0                               | –                               |
| 1988년 서울           | 25                              | 0                               | 0                               | 0                               | 0                               | –                               |
| 1992년 바르셀로나     | 32                              | 0                               | 0                               | 0                               | 0                               | –                               |
| 1996년 애틀랜타       | 25                              | 0                               | 0                               | 0                               | 0                               | –                               |
| 2000년 시드니         | 29                              | 0                               | 0                               | 1                               | 1                               | 71                              |
| 2004년 아테네         | 11                              | 0                               | 0                               | 0                               | 0                               | –                               |
| 2008년 베이징         | 8                               | 0                               | 0                               | 0                               | 0                               | –                               |
| 2012년 런던           | 10                              | 0                               | 0                               | 1                               | 1                               | 79                              |
| 2016년 리우데자네이루 | 올림픽 독립 선수단 (IOA)로 출전 | 올림픽 독립 선수단 (IOA)로 출전 | 올림픽 독립 선수단 (IOA)로 출전 | 올림픽 독립 선수단 (IOA)로 출전 | 올림픽 독립 선수단 (IOA)로 출전 | 올림픽 독립 선수단 (IOA)로 출전 |
| 2020년 도쿄           | 10                              | 0                               | 0                               | 1                               | 1                               | 86                              |
| 2024년 파리           | 개최 예정                       |                                 |                                 |                                 |                                 |                                 |
| 2028년 로스앤젤레스   | 개최 예정                       |                                 |                                 |                                 |                                 |                                 |
| 2032년 브리즈번       | 개최 예정                       |                                 |                                 |                                 |                                 |                                 |
| 총합                  | 총합                            | 0                               | 0                               | 3                               | 3                               | 144                             |

### 종목별 메달 집계
| 종목       | 금 | 은 | 동 | 합계 |
| ---------- | -- | -- | -- | ---- |
| 사격       | 0  | 0  | 3  | 3    |
| 합계 (1개) | 0  | 0  | 3  | 3    |

## 역대 메달리스트
| 메달   | 선수              | 대회          | 종목 | 세부종목      |
| ------ | ----------------- | ------------- | ---- | ------------- |
| 동메달 | 페하이드 알디하니 | 2000년 시드니 | 사격 | 남자 더블트랩 |
| 동메달 | 페하이드 알디하니 | 2012년 런던   | 사격 | 남자 트랩     |
| 동메달 | 압둘라 알라시디   | 2020년 도쿄   | 사격 | 남자 스키트   |

## 같이 보기
- 쿠웨이트의 올림픽 기수 목록
- 패럴림픽 쿠웨이트 선수단
- 아시안 게임 쿠웨이트 선수단